# هاتون کی‌راونیواک
هاتون کی‌راونیواک (به اسپانیایی: Hatun K'irawniyuq) یک کوه در پرو است که در Peru, Arequipa Region, Condesuyos Province, La Unión Province, Peru واقع شده‌است. هاتون کی‌راونیواک ۴٬۷۳۱٫۱ متر بالاتر از سطح دریا واقع شده‌است.